# Лубе, Эмиль
Эми́ль Франсуа́ Лубе́ (фр. Émile François Loubet; 30 декабря 1838, Марсанн (фр.), департамент Дром — 20 декабря 1929, Монтелимар, департамент Дром) — французский политический деятель, 8-й президент Франции (Третья республика; 1899—1906).

## Правительство 1892
В кабинете Тирара 1888 года он был министром общественных работ, в 1891 году — председателем финансовой комиссии сената. Не отличаясь ни ораторским талантом, ни государственными способностями, ни определённостью воззрений, Лубе, тяготевший к оппортунизму, приобрёл благодаря своему мягкому характеру довольно значительные симпатии в разных кругах республиканской партии. В феврале 1892 года, когда пало четвёртое министерство Фрейсине, Лубе составил кабинет из разнородных, отчасти радикальных, отчасти оппортунистических элементов (последние преобладали; к ним принадлежал и сам президент совета). Министерская декларация обещала регламентацию труда детей и женщин на фабриках и в рудниках, закон о третейском суде между рабочими и предпринимателями, закон о вознаграждении рабочих за несчастные случаи, закон о соблюдении гигиенических мер на фабриках, реформу сберегательных касс и налога на напитки. Из этих проектов министерству Лубе удалось провести первые два, из которых второй, установивший факультативное третейское разбирательство, не имел почти никакого применения, а первый, запретивший работу детей до 13 лет и установивший 11-часовой рабочий день для малолетних до 18 лет и для женщин, был некоторым, хотя и незначительным, шагом вперед. Во время министерства Лубе произошло окончательное завоевание Дагомеи. В ноябре 1892 года начались разоблачения относительно злоупотреблений Панамской компании. Министерство согласилось на избрание парламентской следственной комиссии (под председательством Бриссона), но тотчас же начались столкновения с ней из-за нежелания министра юстиции Рикара, поддержанного Лубе, согласиться на эксгумацию и вскрытие трупа банкира Рейнаха, скоропостижно скончавшегося накануне обсуждения в палате запроса о панамской истории. Лубе заявил, что он оскорблён подозрениями относительно его пристрастия и не может более стоять во главе управления. Тем не менее, он сохранил за собой портфель внутренних дел в новом кабинете Рибо, образовавшемся 7 декабря 1892 года, но уже в январе 1893 года вышел в отставку.

## Во главе сената
В январе 1896 года Лубе был избран председателем сената. Во вступительной речи он резко высказался против пересмотра конституции и против проектированных радикальным министерством Буржуа финансовых реформ (подоходного налога), настаивая на сохранении за сенатом его полезной «умеряющей» роли.

## Президентство

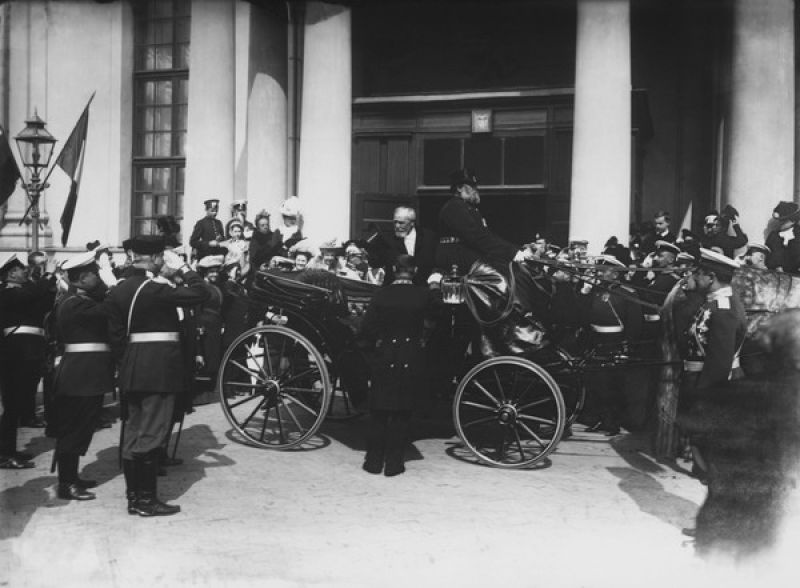
Россия. Президент Э. Лубе отъезжает от Троице-Петровского собора. Май 1902 года

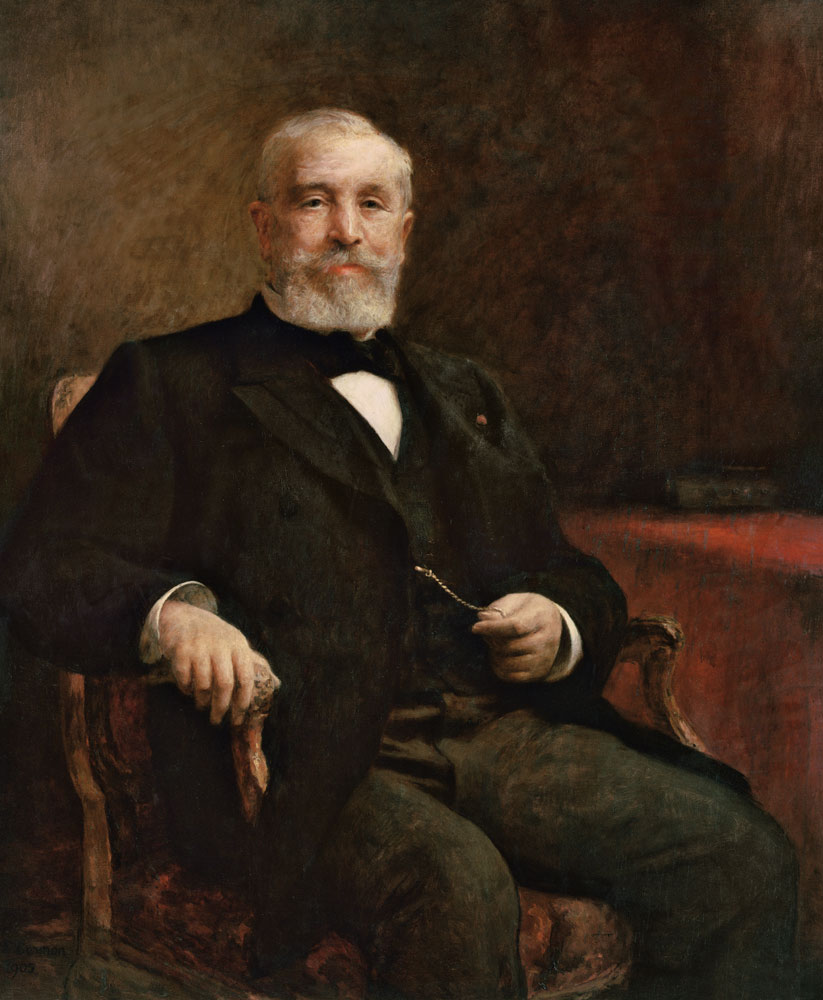
Портрет Э. Лубе

После смерти Феликса Фора Лубе 18 февраля 1899 года был избран Президентом французской республики большинством 483 голосов против 279, поданных за Мелина. Это был момент разгара борьбы по делу Дрейфуса. В противоположность своему предшественнику, явно склонявшемуся на сторону противников Дрейфуса, Лубе сумел в этом деле сохранить полное беспристрастие. Когда Дрейфус был вторично осуждён военным судом в Ренне, Лубе даровал ему помилование. Лубе сохранил у власти министерство Дюпюи, а когда оно пало, поручил сформирование коалиционного кабинета Вальдеку-Руссо, в 1902 году — радикалу Эмилю Комбу, в январе 1905 года — оппортунисту Морису Рувье; этот последний продержался во главе правительства до конца президентства Лубе. Во время президентства Лубе во Франции впервые появились устойчивые правительства. Это в значительной степени объясняется личным тактом президента, который умел смягчать разные разногласия и примирять различные оттенки мнений. Вообще Лубе считается образцом строго конституционного президента; он снискал большое уважение даже у левых обеих палат, к которым никогда не принадлежал по своим личным убеждениям. 
Лубе вызывал страстную ненависть националистов, клерикалов, антидрейфусаров, вообще правых, которые во время президентских выборов выставили против него Мелина. Тотчас после вступления Лубе в отправление обязанностей президента, Полем Деруледом и другими националистами была сделана попытка государственного переворота, которая не имела ни малейшего успеха. 2 июля 1899 года банды «золотой молодёжи» организовали митинг против Лубе, в ответ на который 11 июля социалистические организации призвали на улицы весь Париж — это была крупнейшая с времён последней революции демонстрация. 4 июня 1905 года на скачках в Отёе, на которых присутствовал Лубе, один из монархистов — граф Кристиани — нанёс ему удар палкой. 18 февраля 1906 года окончился срок полномочий Лубе, который решительно отказался от вторичного выдвижения своей кандидатуры и уступил место председателю сената Арману Фальеру, избранному 18 января 1906 года Национальным собранием на пост президента республики.
Лубе активно содействовал созданию Антанты, обменявшись государственными визитами с императором России Николаем II (визит в Санкт-Петербург в мае 1902 года) и королём Великобритании Эдуардом VII. В ходе визита в Санкт-Петербург в 1902 году президента Франции Лубе на набережной была сооружена Арка. В память об этом событии в 1902 году была выпущена открытка.
Лубе был седьмым президентом Третьей республики, но первым, срок полномочий которого истёк естественным образом с передачей полномочий избранному преемнику.
До 2016 года Эмилю Лубе принадлежал рекорд долгожительства среди президентов Франции (он не дожил 10 дней до 91-го дня рождения).